# Ostroga błonkówek
Ostrogi (łac. calcaria) – rodzaj szczecin na odnóżach błonkówek.
Ostrogi to duże szczeciny występujące na końcach goleni. U pszczół występują w dystalnych częściach goleni, gdzie wyrastają z ich wewnętrznej powierzchni. Golenie przednie i środkowe mają ostrogi pojedyncze, a tylne podwójne. Mają one zwykle formę prostych kolców, ale mogą być też różnie zmodyfikowane, np. rozszerzone lub grzebieniaste. U grzebaczowatych ostrogi obecne są na goleniach przednich w liczbie 1, na środkowych 1, 2 lub nie ma ich wcale, a na tylnych 2.
Formą zmodyfikowanej ostrogi u pszczołowatych jest velum.